# Dragon 32
Dragon Data Ltd Dragon 32 (Dragon 32) је кућни рачунар фирме Dragon Data Ltd који је почео да се производи у Уједињеном Краљевству током 1982. године.
Користио је Motorola MC6809EP микропроцесорску јединицу а RAM меморија рачунара је имала капацитет од 32 kb. 

## Детаљни подаци
Детаљнији подаци о рачунару Dragon 32 су дати у табели испод.
|                       |                                                             |
| [ 1 ]                 |                                                             |
| Произвођач            |                                                             |
| Тип                   | кућни рачунар                                               |
| Меморија              | 32                                                          |
| Поријекло             | Уједињено Краљевство                                        |
| Година                | 1982                                                        |
| Тастатура             | QWERTY механичка тастатура                                  |
| Процесор              |                                                             |
| Фреквенција процесора | 0,9                                                         |
| RAM                   | 32                                                          |
| ROM                   | 2 x 8K или 16K EPROM са Бејсиком (Microsoft Extended BASIC) |
| Текст                 | 32 x 16                                                     |
| Графика               | Неколико графичких модова, највише: 256 x 192 (са 2 боје)   |
| Боја                  | 8                                                           |
| Звук                  | 1 глас, 5 октава са Бејсиком                                |
| Димензије             | 38 (ширина) x 32,5 (дубина) x 9,7 (висина) / 2,1            |
| Портови               |                                                             |
| Оперативни систем     | [[]]                                                        |

## Галерија
- Портови за Dragon 32
- Дискетне јединице